# Sztuka

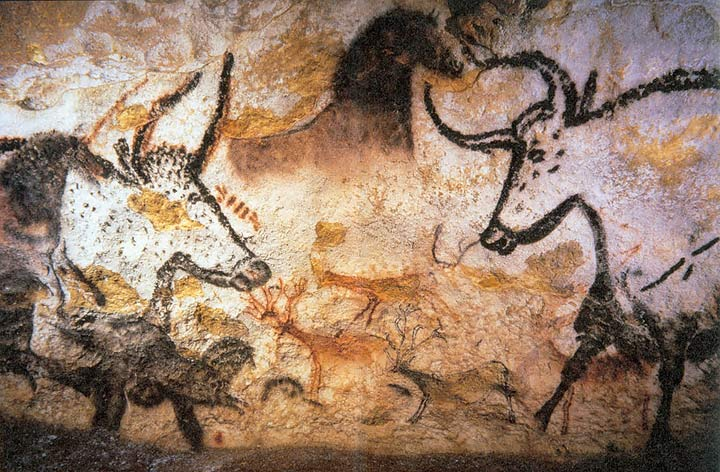
Jedno z malowideł z jaskini Lascaux, Francja – przykład sztuki prehistorycznej, konkretniej malarstwa jaskiniowego

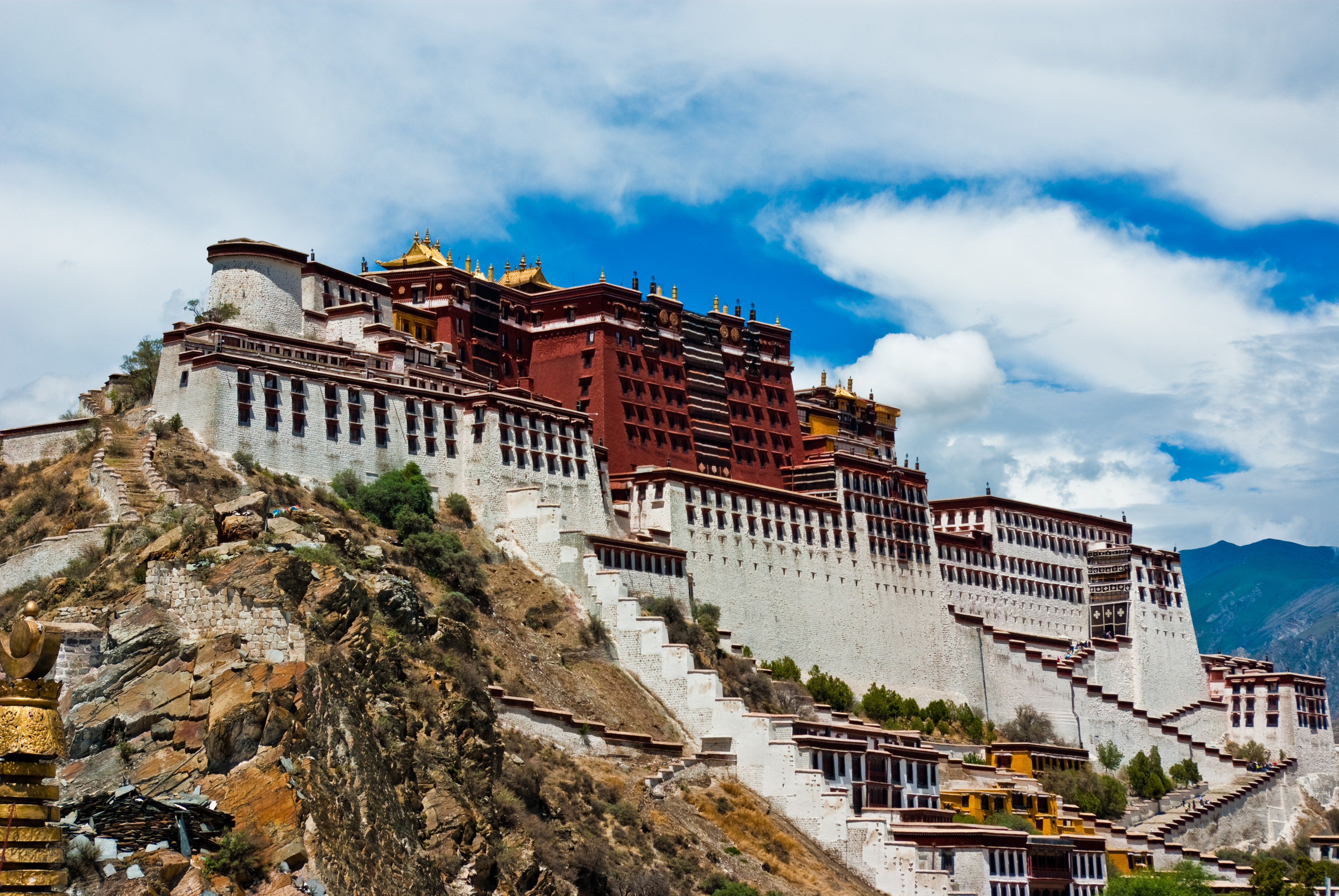
Pałac Potala w tybetańskim mieście Lhasa – przykład sztuki architektonicznej

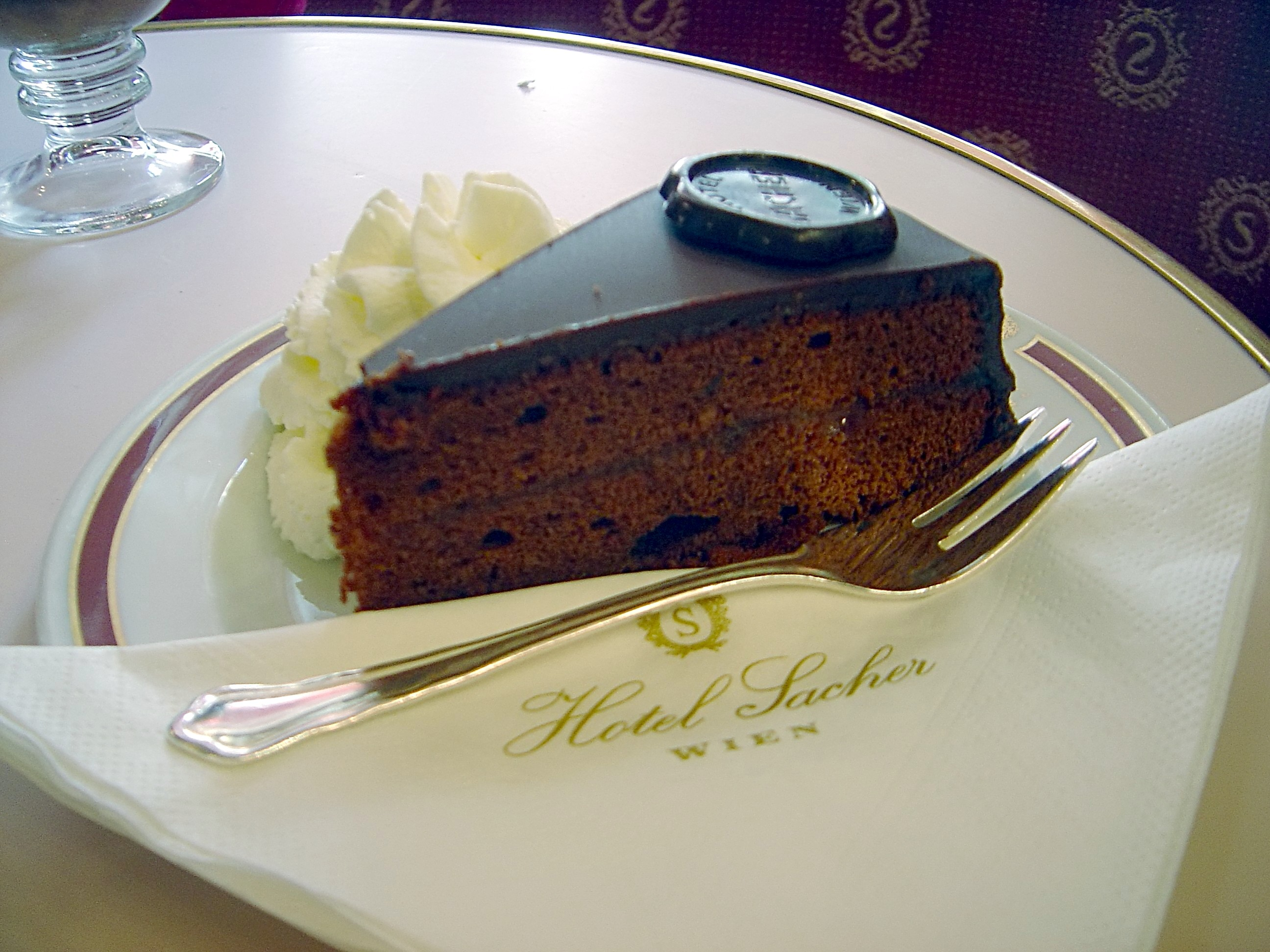
Tort Sachera – przykład sztuki cukierniczej

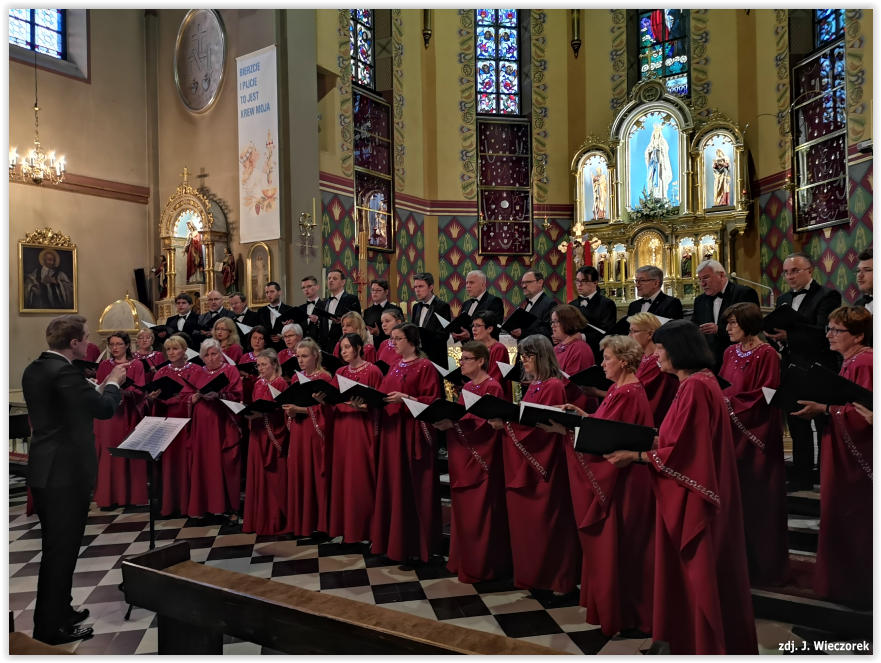
Chór – przykładowy sposób wykonywania muzyki

Sztuka – różnie definiowany element kultury, przejawiający się utworami, w tym dziełami sztuki. Zdaniem niektórych pojęcie sztuki jest niemożliwe do kompletnego określenia, bo jej granice są ciągle redefiniowane i w każdej chwili może pojawić się dzieło, które w arbitralnie przyjętej, domkniętej definicji się nie mieści. Sztuka spełnia rozmaite funkcje, m.in. estetyczne, społeczne, dydaktyczne, terapeutyczne, jednak nie stanowią one o jej istocie. Nie ma powszechnie uznanych kryteriów oddzielających sztukę od rzemiosła, techniki, sportu, nauki i polityki; przykładowo za formy sztuki uznaje się lutnictwo, gimnastykę artystyczną, eseistykę, tworzenie reportaży i sztukę wojenną; każda z tych działalności łączy się z innymi, nieartystycznymi obszarami kultury.
Mimo płynności i umowności pojęcia sztuki wyróżnia się w niej różne obszary definiowane metodą twórczości:
- sztuka kulinarna;
- sztuki wizualne, np. sztuki plastyczne;
- sztuki muzyczne;
- teatr;
- literatura piękna;
- językotwórstwo artystyczne;
- film artystyczny.

Typy sztuki wyróżnia się też na podstawie celu lub tematu – przykłady takich kategorii to sztuka użytkowa i sztuka sakralna.
Sztuka istnieje od czasów prehistorycznych, konkretniej paleolitu. Rozwój kolejnych technologii umożliwił stworzenie jej nowych obszarów; przykładowo rewolucja neolityczna doprowadziła do osiadłego trybu życia, rozwoju budownictwa i przez to początków architektury. Kończący prehistorię wynalazek pisma otworzył:
- ściśle rozumianą literaturę – utwory literackie w formie trwałej, niezależnej od przekazu ustnego;
- kaligrafię;
- projektowanie pism w celach rozrywkowo-estetycznych; przykładem jest alfabet tengwar.

Nowożytność to pojawienie się fotografii, filmu i gier komputerowych.
Osoba uprawiająca sztukę to artysta lub artystka. Sztuka jest jednym z przedmiotów badań humanistyki, np. historii sztuki i estetyki.

## Dzieje pojęcia sztuki

### Starożytność
Wyraz sztuka (łac. ars, gr. techne) w starożytności i średniowieczu oznaczał tyle, co znajomość ściśle określonych reguł i postępowanie zgodnie z nimi, czyli tyle, co rzemiosło. I w istocie, w poczet sztuk zaliczano, oprócz malarstwa i rzeźby, wiele rzemiosł, jak garncarstwo, czy krawiectwo, ale także np. retorykę, czy strategię. Robienie czegoś bez reguł było przeciwieństwem sztuki, np. we wczesnym okresie Grecy sądzili, że poezja powstaje pod natchnieniem muz i nie włączali jej w poczet sztuk.

### Średniowiecze: sztuki „pospolite” i „wyzwolone”
To, co łączy sztuki z rzemiosłem i częścią nauk było dla myślicieli starożytności i średniowiecza daleko bardziej widoczne niż to, co je odróżnia. Nie powstał podział na sztuki rzemieślnicze i artystyczne, dzielono natomiast je ze względu na to, czy angażują tylko umysł, czy też wymagają także wysiłku fizycznego. Te pierwsze nazywano sztukami wyzwolonymi (artes liberales) a ostatnie pospolitymi (artes vulgares), w średniowieczu zaś pospolite przemianowano na mechaniczne. Sztuki wyzwolone były uważane za o wiele wyższe niż mechaniczne. Sztuk wyzwolonych wymieniano siedem: gramatyka, retoryka, logika, arytmetyka, geometria, astronomia i muzyka. W średniowieczu sztuki mechaniczne (wśród których były również rzeźba, malarstwo, czy architektura) usiłowano, dla zachowania symetrii sprowadzić również do siedmiu, a że było ich znacznie więcej, wymieniano te uznane za najważniejsze, czyli mające wymiar utylitarny (sztuki nazywane dziś pięknymi nie mieściły się więc na wykazach sztuk).

### Renesansowa definicja sztuki
W Odrodzeniu pozycja społeczna artystów rośnie, zaczęli oni dążyć do podniesienia statusu swej profesji i oddzielenia od rzemiosła, toteż aspirują do miana uczonych, podnosząc rzeźbę, architekturę i malarstwo do rangi nauki, tym bardziej że współgrało to z ich dążeniami, by obliczyć swe dzieła z matematyczną dokładnością. Dopiero później pojawił się sprzeciw wobec tej ścisłej koncepcji, sztuka oddzieliła się także od nauk. Pomimo że miano świadomość, że sztuki są czymś różnym od nauk i rzemiosł, nie było pomysłu, co łączy to, co dziś nazywamy sztukami pięknymi.
Początkowo uważano, że jest to rysunek, i mówiono o sztukach rysunkowych, nie wiedziano jednak, na jakiej podstawie dołączyć do tego muzykę, taniec i teatr. Próbowano wyróżnić też sztuki umysłowe, muzyczne, pamięciowe, obrazowe.

### Sztuki piękne
W XVII i XVIII wieku trwały spory na temat nazewnictwa w dziedzinie sztuki. Dopiero w połowie XVIII wieku francuski filozof oświeceniowy, Charles Batteux, wprowadził termin „sztuki piękne” (beaux-arts), zaliczając do nich malarstwo, rzeźbę, architekturę, muzykę, wymowę, poezję, taniec i teatr.
Sztuka począwszy od XIX wieku uniezależnia się od rzemiosła i wiąże ściślej z pojęciami twórczości, oryginalności, indywidualizmu i nowatorstwa. Materią sztuki są dzieła sztuki, a ich autorzy (według idealnego modelu) stają się artystami motywowanymi wewnętrznym przymusem tworzenia, czy też potrzebą wyrażenia uczuć, rozwiązania problemów własnych lub ogólnoludzkich, niedającymi się ograniczyć wyłącznie do funkcji dostarczyciela wrażeń estetycznych.

### Współczesne definicje sztuki
Sztuka dzisiejsza, począwszy od dadaizmu i surrealizmu, nie odpowiada już takiej definicji, piękno w procesie estetyzacji rzeczywistości wyszło poza sztukę, a dla niej samej nie jest już nie tylko wartością wyróżniającą, ale nawet nie jest niezbędne. W ciągu swej długiej historii pojęcie sztuka z bardzo szerokiego, o precyzyjnie wytyczonych granicach znacznie zawęziło swój obszar, ale też jego granice wyraźnie się zatarły.
W społeczeństwach współczesnych, w dużej części zawłaszczona przez przemysł rozrywkowy, sztuka stała się też w pewnej mierze kolejną gałęzią przemysłu.
Pisarze, jak Witold Gombrowicz, Stanisław Lem, Milan Kundera, Hermann Broch, zgodni byli, że sztuka musi mieć element poznawczy, by się nazywać sztuką.

#### Rezygnacja z definicji
W XX wieku zaliczono sztukę do grupy pojęć otwartych (termin stworzony przez Ludwiga Wittgensteina), czyli takich, które grupują w sposób luźny przedmioty niemające wyraźnych cech wspólnych, jedynie coś, co Wittgenstein określił jako „podobieństwo rodzinne”, a więc taki, że nie sposób podać dla takiej grupy cech koniecznych i wystarczających. To ujęcie spotkało się z krytyką, ze względu na to, iż na jej mocy w poczet sztuki można było zaliczyć wszystko.

#### Definicja alternatywna
Opierająca się na formule alternatywnej „bądź-bądź”
Sztuka jest odtwarzaniem rzeczy, bądź konstruowaniem form, bądź wyrażaniem przeżyć – jeśli wytwór tego odtwarzania, konstruowania, wyrażania jest zdolny zachwycać, bądź wzruszać, bądź wstrząsać
Tatarkiewicz, W., Dzieje sześciu pojęć, Warszawa, PWN, 1988, s. 52

#### Nominatywna definicja sztuki
Cechą łączną dla wszystkich dzieł sztuki ma być intencja, z jaką dzieło zostało powołane do życia. Jeśli twórca wytwarza je z intencją stworzenia dzieła, to dany wytwór dziełem bezwzględnie jest. Koresponduje to z powiedzeniem Donalda Judda, że sztuką jest to, co się za sztukę uważa. Taka definicja z kolei uniemożliwia wartościowanie wytworów, podobnie jak w poprzednim przypadku, wszystko, co autor uzna za sztukę, musi nią zostać, bez względu na poziom, jaki reprezentuje.

#### Definicja kontekstualna
To czy przedmiot, bądź wydarzenie stanie się dziełem sztuki zależy od tego, czy ogół ludzi sztuki, tzw. artworld to za sztukę uzna na mocy intersubiektywnych opinii. Ważny tu jest kontekst aktualnego stanu teorii sztuki, a także miejsca i czasu, nie wszystko bowiem jest możliwe w każdym miejscu i czasie. Taki punkt widzenia zdecydowanie oddziela sztukę od wartości estetycznych. Pojęcie sztuki kontekstualnej wprowadził w Polsce Jan Świdziński.

#### Instytucjonalna definicja sztuki
Ujęcie bardzo podobne do powyższego, tylko, że artworld jest tu rozumiany jako zajmujące się sztuką instytucje społeczne w szerokim tego słowa znaczeniu. Zaznaczyć trzeba, że tak rozumiany artworld nie posiada ściśle sformalizowanej struktury, uznanie danego przedmiotu za dzieło sztuki nie ma kształtu formalnego, urzędowego nadania. To rozumienie sztuki równie mocno jak poprzednie odrywa sztukę od wartości estetycznych.

#### Modele działania w sztuce Atkinsona[7]
Terry Atkinson wyróżnia cztery modele działania w sztuce:
- Konstruowanie przedmiotów, których forma ma wszystkie cechy niezbędne do tego, aby dany przedmiot uznać za dzieło sztuki. (np. malowanie obrazu)
- Dodawanie nowych cech do tych, które już zostały ustalone jako właściwe dziełu sztuki. (np. Magdalena Abakanowicz tworząc po raz pierwszy przestrzenną kompozycję z tkaniny artystycznej)
- Uznawanie dowolnych przedmiotów za dzieła sztuki, jeśli tylko zostaną umieszczone w kontekście sytuującym je jako takie. (np. Marcel Duchamp Fontanna)

- Tworzenie teoretycznych obiektów o cechach tautologicznych, będących wypowiedzią sztuki o sztuce. (konceptualizm, metasztuka)

## Postmodernistyczny ogląd sztuki
Z chwilą gdy wszelkie całościowe, modernistyczne systemy, wyznaczające właściwe cele sztuki, odróżniające sztukę od niesztuki upadły, nastąpiła utrata „obiektywnego”, „zewnętrznego” punktu oparcia dla sądów o sztuce, nie ma już dla nich ostatecznego, teoretycznego uzasadnienia. Sam podział na sztukę i niesztukę jednak pozostał, tworzący się na bieżąco w nieustającym dyskursie o sztuce, nie posiada, i jak się okazuje, też nie potrzebuje już żadnego głębszego zakorzenienia w jakiejkolwiek metanarracji.

## Sztuka a estetyka
W nowożytnych koncepcjach sztuki pogląd o estetycznej jej naturze podawany był w wątpliwość od romantyzmu (przez takie kierunki jak naturalizm, ekspresjonizm). Zjawiska te były przez myśl estetyczną długo marginalizowane, przełom nastąpił dopiero dzięki awangardzie, sam zmysłowy ogląd przestał stanowić podstawę nie tylko do wartościowania, ale nawet rozpoznania dzieła sztuki (dadaizm, surrealizm, kubizm). Neoawangarda lat 60. (np. konceptualizm) odrzuciła wszystkie estetyczne wyróżniki sztuki. Zdaniem Hermanna Brocha estetyka jest skutkiem ubocznym działania etycznego, które jest niezbędnym elementem sztuki. Dla Hermanna Brocha sztuka wyłącznie estetyczna jest kiczowata.

## Funkcje sztuki

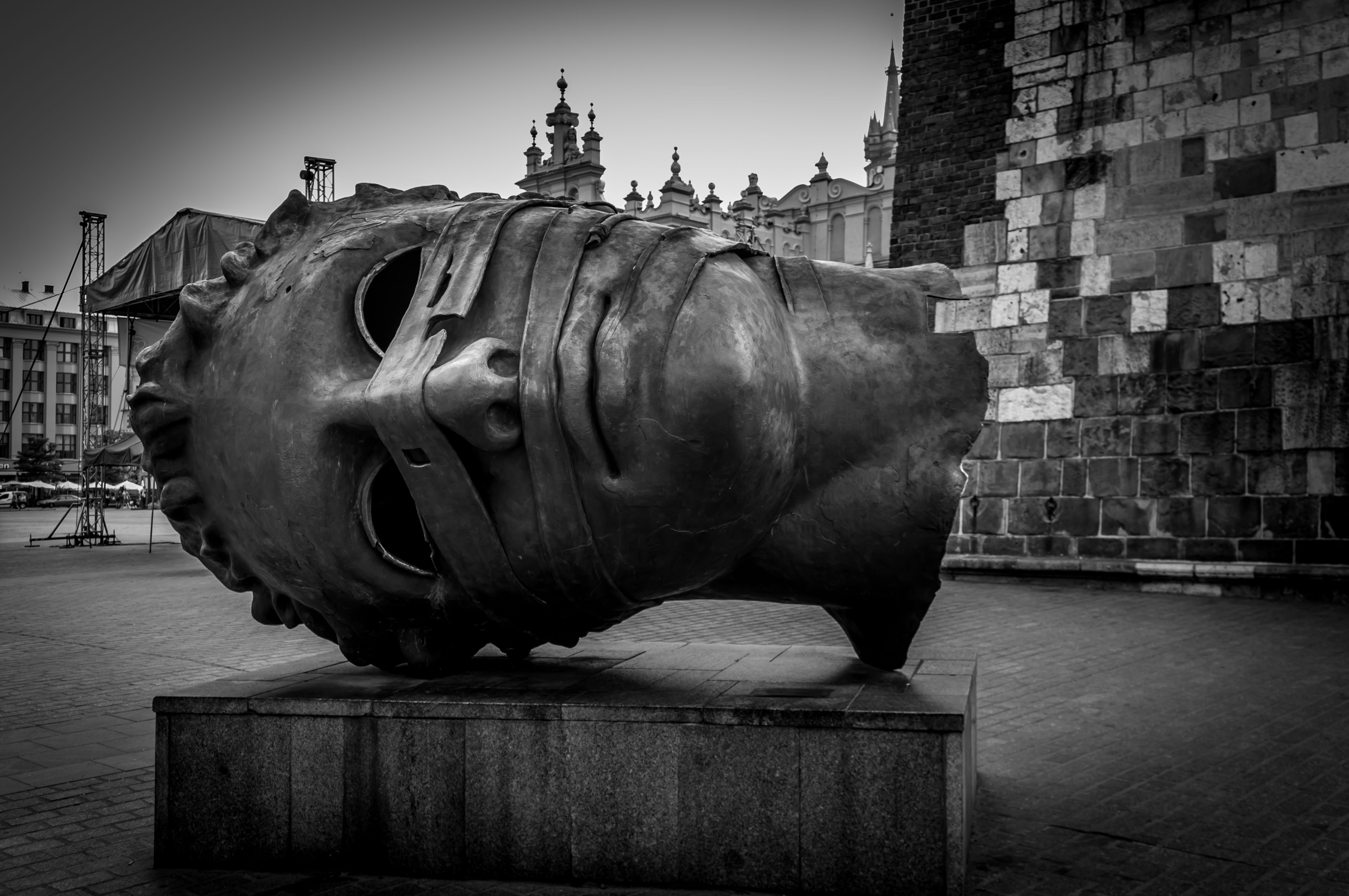
Rzeźba „Eros Bendato” Igora Mitoraja w Krakowie na Rynku Głównym

Sztuce przypisuje się pełnienie w życiu jednostki i społeczeństwa szeregu funkcji. Poniższa ich lista nie jest ani kompletna, ani obiektywna:
- komunikacyjna – artysta przez swe dzieło porozumiewa się z odbiorcą,
- estetyczna – sztuka miałaby wywołać u odbiorcy swoiste przeżycia estetyczne, np. odwołując się do idei piękna,
- poznawcza – odbiorca poznaje nie tylko dzieło, ale też historię przodków, poprzez dzieła może się „przenieść” do świata ówczesnego[potrzebny przypis],
- etyczna, propagandowa, wychowawcza – sztuka miałaby wychowywać, uczyć, nakłaniać do refleksji, uwidacznia pewne wzorce postępowania lub normy,
- metafizyczna (religijna) – dzieła sztuki powstają z motywacji metafizycznej (religijnej) i mają za zadanie pobudzanie uczuć; muzyka, obrazy, rzeźby, architektura służą życiu duchowemu lub religii, ale też czerpią z niej tematykę swoich dzieł; Bogu, mitologii greckiej były poświęcone liczne dzieła: Dawid Michała Anioła, freski z Kaplicy Sykstyńskiej, Ostatnia wieczerza – Leonarda da Vinci i wiele innych;
- emocjonalna – objawia się głównie w tańcu i muzyce[potrzebny przypis],
- terapeutyczna – zakłada się, że sztuka może leczyć; katharsis – oczyszczenie psychiki (muzykoterapia, poezjoterapia, wideoterapia, biblioterapia, filmoterapia[8], chromatoterapia, dramoterapia, ludoterapia[9], choreoterapia),
- ludyczna (zabawowa) – pozwala się odprężyć i odstresować poprzez czynne uczestnictwo lub odbiór w charakterze widza w takich dziedzinach jak taniec, muzyka, komedia, satyra;
- identyfikacyjna i integracyjna – sztuka integruje i wykazuje przynależność do pewnej grupy społecznej (np. lekarze, harcerze, muzycy, Polacy); pomaga zachować tożsamość kulturową społecznościom lokalnym i narodom;
- użytkowa – jest to sztuka usługowa, np. rzemiosło artystyczne, przedmioty codziennego użytku (wzornictwo przemysłowe), architektura, ale także satyra, muzyka taneczna.

## Dziedziny sztuki
Terminu dziedzina sztuki nie należy mylić z terminem kierunek czy nurt artystyczny, który może obejmować wiele dziedzin sztuki. Jako przykład można podać sztukę minimalną. Jest to kierunek, który obejmuje dziedziny malarstwo, rzeźbę i architekturę.
- film
- kabaret
- komiks
- literatura
- muzyka
- taniec
- gry
- reklama[10]
- teatr
  - fluxus
  - happening
  - performance
  - balet
  - opera
    - opera seria
    - opera buffa
    - opera semiseria

  - teatr podziemny
  - teatr absurdu
  - teatr polityczny: agit-prop
  - teatr ludowy
  - teatr tańca

### Sztuki plastyczne
- malarstwo
- rysunek
- grafika
- kaligrafia
- fotografika
- architektura
- rzeźba
- ceramika
- instalacja
- scenografia
- wzornictwo przemysłowe
- witraż
- graffiti

## Periodyzacja sztuki
- sztuka prehistoryczna (pradziejowa)
- sztuka starożytna
- sztuka średniowieczna
- sztuka nowożytna
  - sztuka nowoczesna
  - sztuka współczesna